# ریکشای رکابی

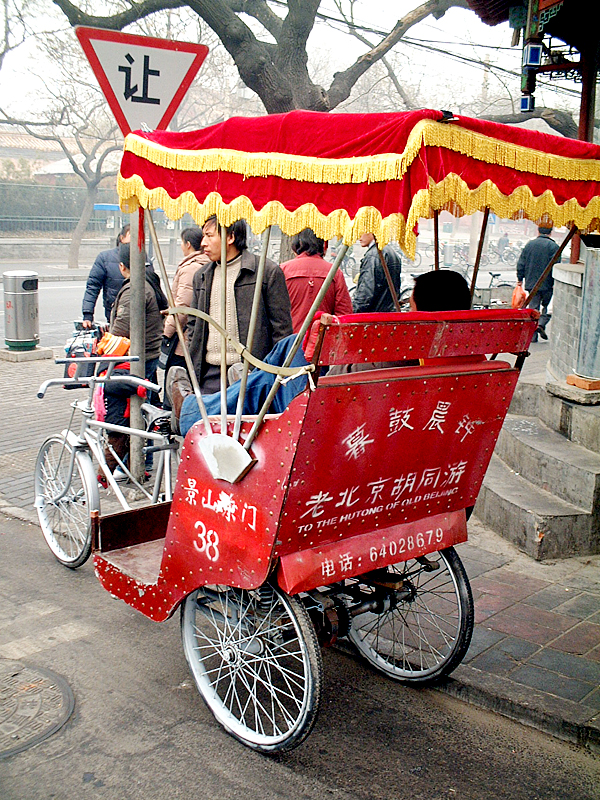
یک ریکشای رکابی در شهر پکن(بی‌جینگ)

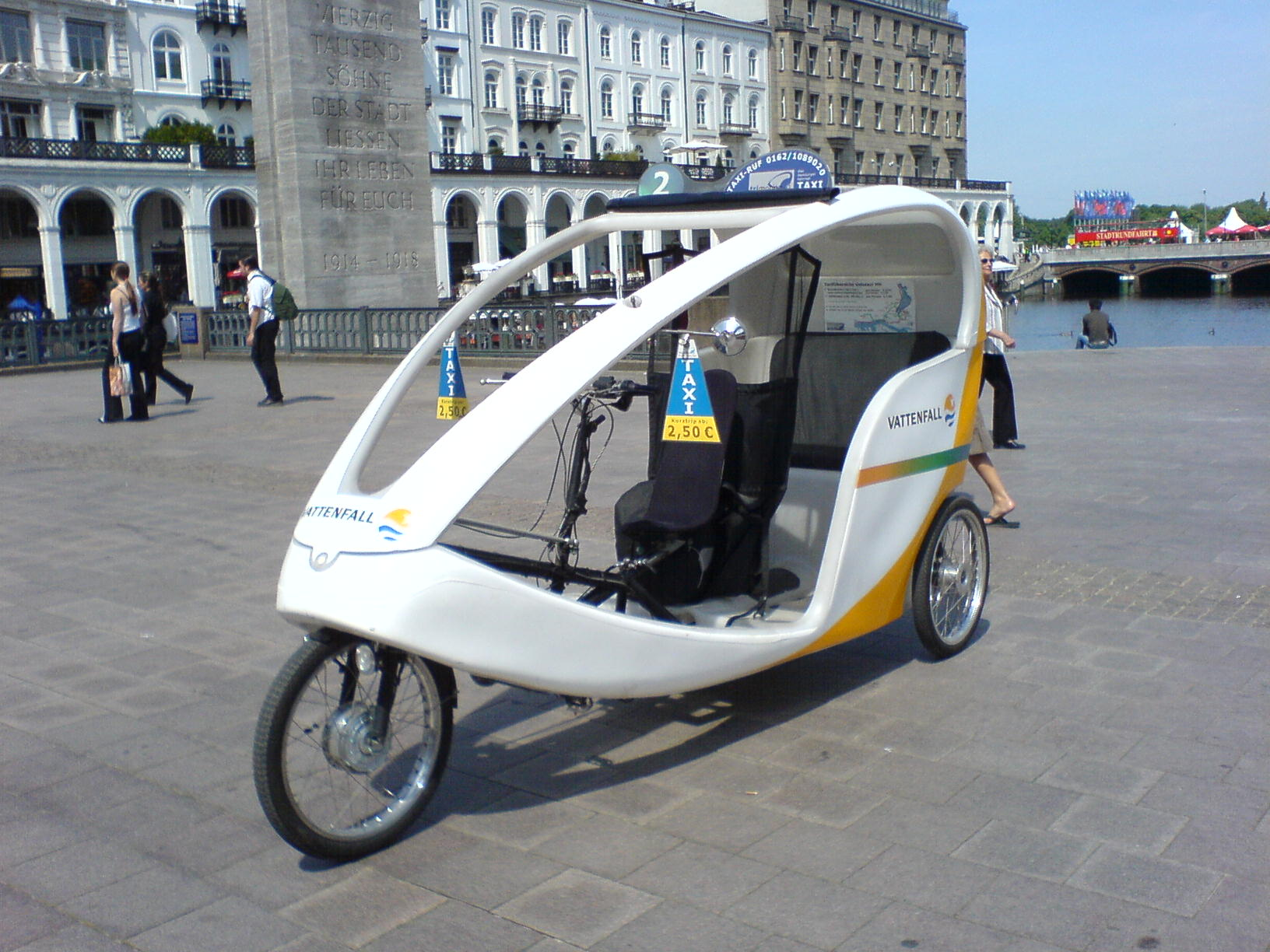
یک ریکشای رکابی مدرن در شهر هامبورگ آلمان

ریکشای رکابی، (به انگلیسی: Cycle rickshaw) وسیله‌ای برای حمل مسافر در تعداد و مسافت محدود است و یکی از گونه‌های سه‌چرخه به‌حساب می‌آید. ریکشاهای رکابی با نیروی انسان کار می‌کنند که بیش‌تر برای سوارکردن مسافر و به‌صورت کرایه‌ای به‌کار می‌روند. ریکشاهای رکابی علاوه بر راننده، دارای یک یا چند جای نشستن هستند که برای جابجایی یک یا حداکثر دو سرنشین و ره‌سپار به کار می‌روند. ریکشاهای رکابی در شهرهای بزرگ جهان به‌ویژه در خاور دور، آسیای جنوب شرقی و هندوستان دیده می‌شوند و بیش‌تر برای مراکز شهری بزرگ، جذب گردشگر، و رویدادهایی که شلوغی زیادی ایجاد می‌کنند به‌کار می‌روند. بسیاری از ریکشاهای رکابی با ریکشاهای کم‌بهره که توسط کسی کشیده می‌شد، جایگزین شده‌اند.